# Ponthieva mexicana
Ponthieva mexicana är en orkidéart som först beskrevs av Achille Richard och Henri Guillaume Galeotti, och fick sitt nu gällande namn av Gerardo A. Salazar. Ponthieva mexicana ingår i släktet Ponthieva och familjen orkidéer. Inga underarter finns listade i Catalogue of Life.